# Vicariato apostolico di Trinidad
Il vicariato apostolico di Trinidad (in latino Vicariatus Apostolicus Trinitensis) è una sede della Chiesa cattolica in Colombia immediatamente soggetta alla Santa Sede. Nel 2022 contava 45.000 battezzati su 53.571 abitanti. È retto dal vescovo Héctor Javier Pizarro Acevedo, O.A.R.

## Territorio
Il vicariato apostolico comprende la parte sud-orientale del dipartimento colombiano di Casanare. Comprende per intero i comuni di Trinidad, San Luis de Palenque, Orocué e Maní, la parte meridionale del comune di Tauramena e quella orientale dei comuni di Hato Corozal e Paz de Ariporo.
Sede del vicariato è la città di Trinidad, dove si trova la cattedrale dell'Immacolata Concezione di Maria Vergine.
Il territorio si estende su una superficie di 27.075 km² ed è suddiviso in 6 parrocchie.

## Storia
Il vicariato apostolico è stato eretto il 29 ottobre 1999, in seguito alla divisione del vicariato apostolico di Casanare, che fu contestualmente soppresso. Dalla divisione del vicariato apostolico di Casanare ha tratto origine anche la diocesi di Yopal. Il vicariato apostolico è aggregato alla provincia ecclesiastica di Tunja.

## Cronotassi dei vescovi
Si omettono i periodi di sede vacante non superiori ai 2 anni o non storicamente accertati.
- Olavio López Duque, O.A.R. † (29 ottobre 1999 - 23 ottobre 2000 cessato) (amministratore apostolico)

- Héctor Javier Pizarro Acevedo, O.A.R., dal 23 ottobre 2000

## Statistiche
La diocesi nel 2022 su una popolazione di 53.571 persone contava 45.000 battezzati, corrispondenti all'84,0% del totale.
| anno | popolazione | popolazione | popolazione | presbiteri | presbiteri | presbiteri | presbiteri                | diaconi | religiosi | religiosi | parrocchie |
| anno | battezzati  | totale      | %           | numero     | secolari   | regolari   | battezzati per presbitero | diaconi | uomini    | donne     | parrocchie |
| ---- | ----------- | ----------- | ----------- | ---------- | ---------- | ---------- | ------------------------- | ------- | --------- | --------- | ---------- |
| 1999 | 50.000      | 70.000      | 71,4        | 39         | 27         | 12         | 1.282                     | 2       | 15        | 60        | 5          |
| 2000 | 61.450      | 67.692      | 90,8        | 26         | 18         | 8          | 2.363                     |         | 12        | 15        | 5          |
| 2001 | 61.450      | 67.692      | 90,8        | 27         | 19         | 8          | 2.275                     |         | 12        | 15        | 5          |
| 2002 | 66.500      | 70.000      | 95,0        | 26         | 19         | 7          | 2.557                     |         | 12        | 18        | 5          |
| 2003 | 66.500      | 70.000      | 95,0        | 26         | 19         | 7          | 2.557                     |         | 16        | 14        | 5          |
| 2004 | 63.000      | 66.500      | 94,7        | 26         | 19         | 7          | 2.423                     |         | 16        | 18        | 5          |
| 2010 | 37.757      | 42.294      | 89,3        | 42         | 31         | 11         | 898                       |         | 15        | 11        | 5          |
| 2014 | 39.822      | 45.590      | 87,3        | 15         | 7          | 8          | 2.654                     |         | 11        | 8         | 6          |
| 2017 | 41.390      | 47.030      | 88,0        | 13         | 6          | 7          | 3.183                     |         | 8         | 8         | 6          |
| 2020 | 42.000      | 49.130      | 85,5        | 15         | 7          | 8          | 2.800                     |         | 9         | 6         | 8          |
| 2022 | 45.000      | 53.571      | 84,0        | 12         | 4          | 8          | 3.750                     |         | 10        | 6         | 6          |